# The Groove
The Groove – indonezyjski zespół muzyczny z Dżakarty. Został założony w 1997 roku.
Skład zespołu przedstawia się następująco: Reza Hernanza Desiawan (Reza) – wokal, Reza Jozef Patty (Rejoz) – perkusja, Arie Arief Indrayana (Arie) – gitara, Destanto Putrandito (Tanto) – klawisze, Ari Firman (bas), Ali Akbar Ospari (Ali) – fortepian, Deta Gunima (Deta) – perkusja. W 2002 roku zespół opuścił M. Youkeu Sampurna (Yuke), który dołączył do grupy Dewa, a dwa lata później formację opuściła Rieka Roslan.
W 1999 roku wydali swój debiutancki album pt. Kuingin. W 2016 roku zespół był nominowany do Anugerah Musik Indonesia (AMI) za album Forever U’ll Be Mine.

## Dyskografia
- Kuingin (1999)
- Mata, Telinga dan Hati (2001)
- Hati Hati (2004)
- Forever U’ll Be Mine (2016)